# JinSoul
JinSoul è il settimo singolo del girl group sudcoreano Loona, pubblicato nel 2017 dalla cantante JinSoul come parte del progetto di pre-debutto.

## Tracce
1. Singing in the Rain (JinSoul solo) – 3:33 (testo: Park Ji-yeon, Hwang Hyeon (MonoTree) – musica: Daniel Caesar & Ludwig Lindell (Caesar & Loui), Nils Pontus Petersson, Karl Oskar-Julius Gummesson (Cage))
2. Love Letter (Kim Lip & JinSoul duet) – 3:10 (testo: Shin Agnes (MonoTree), Park Ji-yeon (MonoTree) – musica: NOPARI (MonoTree), Lee Ju Hyeong)

## Classifiche
| Classifica (2017) | Posizione massima |
| ----------------- | ----------------- |
| Corea del Sud     | 18                |